# Branne Pavlovic
Branislav Branne Pavlovic, född 6 november 1982, är en svensk-serbisk ståuppkomiker och radiopratare.
Pavlovic har gjort standup på Big Ben Stand up, suttit i panelen på tv-programmet Invandrare för Svenska och varit på turné tillsammans med Ahmed Berhan och Jonathan Unge under det gemensamma namnet SEMST.
Sedan sommaren 2024 har Pavlovic medverkat i Morgonpasset i P3. Han var tillsammans med Margret Atladottir programledare då Morgonpasset började sändas även på helgerna från den 25 januari 2025.